# Ilo Ilo
Ilo Ilo är en singaporiansk dramafilm från 2013 i regi av Anthony Chen. Filmen skickades in som Singapores bidrag till Oscarsgalan 2014 i kategorin "bästa icke-engelskspråkiga film", men togs inte ut till tävlan. Chen vann Caméra d'Or vid Filmfestivalen i Cannes 2013 för filmen. Priset delas ut till den regissör som gjort festivalens bästa debutfilm.

## Rollista
- Chen Tianwen som Teck, fadern
- Yeo Yann Yann som Hwee Leng, modern
- Koh Jia Ler som Jiale
- Angeli Bayani som Teresa eller Terry

## Handling
Filmen utspelar sig under Asienkrisen 1997, och handlar om vänskapen mellan en 10-årig singaporiansk pojke, Jiale, och familjens hembiträde Teressa från Filippinerna, medan hans föräldrar försöker klara sitt förhållanden, samt kämpar mot finanskrisen.

### Fotnoter
1. ↑  ”Ilo Ilo headed for the Oscars?”. Channel News Asia. http://www.todayonline.com/entertainment/movies/ilo-ilo-headed-oscars. Läst 21 december 2013.